# Arvo Pärt: The Symphonies
Arvo Pärt: The Symphonies – album muzyki współczesnej z wszystkimi czterema symfoniami estońskiego kompozytora Arvo Pärta, wykonany przez Orkiestrę Filharmonii Wrocławskiej NFM pod dyrekcją Tõnu Kaljuste, współpracownika kompozytora. Album ukazał się 20 kwietnia 2018 pod szyldem ECM. Nominacja do Fryderyka 2019 w kategorii «Najlepszy Album Polski Za Granicą».

## Lista utworów
Opracowano na podstawie materiału źródłowego.
1. Symphony No. 1 (Polyphonic) Canons [11:18]
2. Symphony No. 1 (Polyphonic) Prelude and Fugue [07:56]
3. Symphony No. 2 I [03:36]
4. Symphony No. 2 II [02:14]
5. Symphony No. 2 III [04:47]
6. Symphony No. 3 I [06:29]
7. Symphony No. 3 II [05:48]
8. Symphony No. 3 III [08:05]
9. Symphony No. 4 (Los Angeles) Con sublimitá [09:14]
10. Symphony No. 4 (Los Angeles) Affannoso [11:47]
11. Symphony No. 4 (Los Angeles) Deciso [08:08]